# Lincolnton (North Carolina)
Lincolnton is een plaats (city) in de Amerikaanse staat North Carolina, en valt bestuurlijk gezien onder Lincoln County.

## Demografie
Bij de volkstelling in 2000 werd het aantal inwoners vastgesteld op 9965.
In 2006 is het aantal inwoners door het United States Census Bureau geschat op 10.599, een stijging van 634 (6,4%).

## Geografie
Volgens het United States Census Bureau beslaat de plaats een oppervlakte van
21,2 km², geheel bestaande uit land. Lincolnton ligt op ongeveer 151 m boven zeeniveau.

## Plaatsen in de nabije omgeving
De onderstaande figuur toont nabijgelegen plaatsen in een straal van 20 km rond Lincolnton.